# Lempeh
Lempeh is een bestuurslaag in het regentschap Sumbawa van de provincie West-Nusa Tenggara, Indonesië. Lempeh telt 5036 inwoners (volkstelling 2010).